# Zlatko Tomić
Zlatko Tomić (Tuzla, 17. rujna 1983.), hrvatski nogometaš, podrijetlom iz BiH. Igrao je na poziciji središnjeg napadača. Igrao je od 2001. do 2014. godine. U karijeri je igrao za Slobodu iz Tuzle, Žepče (svi BiH), u Hrvatskoj za Karlovac 1919, u Švicarskoj za Visp, Naters, pa se vratio u Hrvatsku igrati za Kamen Ingrad, Hrvatskog dragovoljca, Segestu, nakon čega se vratio u BiH igrati za Slaven iz Živinica, Radnički iz Lukavca. Pred kraj karijere vratio se u Švicarsku igrati u Vispu, u kojem je završio karijeru.